# Leche (miniserie)
Leche es una miniserie humorística colombiana producida por Caracol Televisión y emitida por la Cadena Uno en 1996.
Con libretos de Daniel Samper Pizano, Bernardo Romero Pereiro y Jorge Maronna y dirección de Víctor Mallarino, se convirtió en una serie de culto para muchos colombianos.
En años anteriores en Colombia se produjeron varias telenovelas ambientadas en ambientes rurales, con títulos alusivos a los diversos productos agrícolas del país, como Café, con aroma de mujer y Azúcar. Leche es una parodia de tales telenovelas, ambientada en una finca lechera de una zona de altiplano colombiano.

## Elenco
- Flora Martínez - Susana
- Juan Carlos Vargas - Zoroastro
- Humberto Dorado - Alejandro y Acercandro
- Helena Mallarino - Beatriz
- Jairo Camargo - Viejo Fierro
- Álvaro Ruiz - Fermín
- Felipe Noguera - Jorge
- Fabio Rubiano - José María José
- Paola Turbay - Presentadora del telediario
- Kathy Sáenz - Presentadora del telediario
- Teresa Gutiérrez - Cardenal Propescu
- Carmenza Gómez - Dispepsia
- Alfonso Ortiz - Walter
- Géraldine Zivic - Débora Dora
- Sandra Reyes - Mariela del Olmo
- Fernando Allende - Julio Eduardo
- Salvo Basile - Cardenal Chessburger
- César Mora - "El Mago de Hoz"
- Alberto Saavdera - Alfonso
- Álvaro Bayona - El Jefe
- Elodia Porras
- Ana María Kamper - Petra
- Maguso - Teresa
- Humberto Arango - El Tigre
- William Humberto Rodríguez - "El Espanta Pájaros"
- Daniel Rocha - Portero
- Jaime Barbini - Jonas Lamprea
- José Luis Paniagua - Marquitos
- Talú Quintero - Madre de José María José
- Germán Quintero - Padre de José María José
- Manuel Cabral - Leonardo Limonta
- Fabio Camero - Padre de Mariela
- Juan Sebastián Aragón - Romeo
- Diego Vélez - Dr. Lopera
- Daniel Rabinovich - Oscar el Parricero
- Rey Vásquez - Gran Sahshia "El Altísimo Maestro"
- Hugo Pérez - Don Eccehomo
- Ugo Armando - Animador
- Héctor Rivas - Gobernador
- Evelin Santos
- Juan Harvey Caicedo - Narrador

## Premios

### Premios India Catalina
- Mejor director de telenovela: Víctor Mallarino
- Mejor actriz de reparto de telenovela o serie: Helena Mallarino
- Mejor sonido: William Hernández
- Mejor musicalización: Julio Reyes Copello

### Premios ACPE
- Mejor actor de reparto: Felipe Noguera

## Vídeos en la web
- Cabezote de Leche
- SoundTrack
- No lo sé Dispepsia, no lo sé

- Datos: Q5972348